# Saburō Ōkita
Pour les articles homonymes, voir Okita.
Saburō Ōkita (大来佐武郎, Ōkita Saburō, né le 3 novembre 1914 à Dairen en Mandchourie, mort le 9 février 1993 à Tokyo) est un économiste et homme politique japonais. Il a notamment été ministre des affaires étrangères en 1979-1980.
À ce titre, il a participé au sommet du G7 en 1980.
Il a reçu le Prix Ramon Magsaysay en 1971.

## Travaux
- The Future of Japan's Economy (1960)
- Economic Planning (1962)
- Future Vision for the Japanese Economy (1968)
- Japan and the World Economy (1975)
- Developing Economics and Japan: Lessons in Growth (1980)
- Japan's Challenging Years: Reflections on My Lifetime (1983)